# دیوید کاوردیل
دیوید کاوردِیل (انگلیسی: David Coverdale) خوانندهٔ اهل انگلستان است که بیشتر با فعالیت در گروه هارد راک وایت‌اسنیک شناخته می‌شود. او پیش از پایه‌گذاری وایت‌اسنیک در سال ۱۹۷۸، بین سال‌های ۱۹۷۳ تا ۱۹۷۶ خوانندهٔ اصلی گروه دیپ پرپل بود و پس از جدایی از دیپ پرپل مدتی به‌تنهایی فعالیت می‌کرد. او در سال ۱۹۹۳ آلبوم مشترکِ کاوردیل•پیج را با جیمی پیج ضبط کرد که توفیق تجاری و تحسین منتقدان را به‌دنبال داشت.
نام دیوید کاوردیل به‌عنوان عضوی از گروه دیپ پرپل در سال ۲۰۱۶ به تالار مشاهیر راک اند رول وارد شد.